# Barítono alto
| Tipo de Voz  | Tipo de Voz |
| Feminino     | Masculino   |
| ------------ | ----------- |
| Soprano      | Tenor       |
| Meio-soprano | Barítono    |
| Contralto    | Baixo       |

Barítono alto é um tipo de barítono dramático mais intenso e com um registro agudo seguro, é expressivo, muito metálico de grande amplidão sonora, é o barítono típico do repertório de Verdi, cheio de dramatismo e vigor.

## Na França
É destacado na categoria Baryton Aigu que é a categoria do barítono alto. Voz rica, redonda vibrante, de agudos potentes característicos para cantar papéis Verdianos. Também chamado de Baryton Verdi, d’opera.

## Na Alemanha
É destacado em uma categoria um pouco diferente Charakter Bariton, é uma categoria de especialidade alemã para os barítonos de carater. Uma poderosa voz capaz de diversos nuance e caracterização fina e hábil. Esta categoria inclui os papéis geralmente associados com o repertório de Verdi e Puccini. Este Barítono deve ser um “peso” no palco. Ele deve ser poderoso em som e aparência, como também, possuir uma ressonante voz aguda. Os principais papéis para Charakter Bariton incluem os papéis padrões de Verdi como Rigolleto e Iago em Otello, e os potentes papéis de Puccini como Scarpia em Tosca, Marcel em Il tabarro, e Gianni Schicchi. Seu repertório alemão inclui o Musiklehrer em Ariadne auf Naxos, os quatro vilões em Os Contos de Hoffmann, Alberich em O ouro do Reno e Klingsor em Parsifal.

## Registros

### Registro agudo
É um registro de grande extensão, é vigoroso e muito brilhante com timbre muito metálico, possui muita intensidade e uma incrível amplidão sonora.

### Registro central
É o registro onde possui maior amplidão, maior dramaticidade e vigor, é robusto de caráter serio e altivo, mas, pode ser grotesco e até cômico.

### Registro grave
É de boa intensidade, muito seguro nas notas graves e estende-se até o registro agudo com a mesma facilidade.

## Personagens
- De Sirieux, em Fedora, de Umberto Giordano;

- Guilherme Tell, na homônima ópera de Gioacchino Rossini;

- Escamillo, em Carmen (ópera), de Georges Bizet;

- Barnabá, em La Gioconda, de Amilcare Ponchielli;

- Rigoletto, na Homônima ópera de Giuseppe Verdi;

- Macbeth, na homônima ópera de Giuseppe Verdi;

- Rodrigo, em Don Carlo, de Giuseppe Verdi;

- Ford, em Falstaff, de Giuseppe Verdi;

- Falstaff, na homônima ópera de Giuseppe Verdi;

- Ezio, em Attila, de Giuseppe Verdi;

- Paolo, em Simon Boccanegra, de Giuseppe Verdi;

- Nabucco, na homônima ópera de Giuseppe Verdi;

- Dodge, em I due Foscari, de Giuseppe Verdi;

- Amonasro, em Aida, de Giuseppe Verdi;

- Donn Silva, em Ernani, de Giuseppe Verdi;

- Tonio, em I Pagliacci, de Ruggero Leoncavallo;

- Pizzaro, em Fidelio, de Ludwig van Beethoven;

- Daparutto, em Os Contos de Hoffmann, de Jacques Offenbach;

- Gianni Schicchi, na homonima ópera de Giacomo Puccini;

- Marcel, em Il tabarro, de Giacomo Puccini;

- Jack Rance, em La Fanciulla del West, de Giacomo Puccini;